# Ophiogomphus australis
Ophiogomphus australis – gatunek ważki z rodziny gadziogłówkowatych (Gomphidae). Występuje na terenie Ameryki Północnej.